# Serenay Aktaş
Serenay Aktaş (* 1. Oktober 1993 in Bakırköy) ist eine türkische Fußballspielerin und Schauspielerin.

## Karriere

### Vereine
Sie erhielt am 9. Oktober 2007 einen Vertrag von Zeytinburnuspor. Von 2008 bis 2009 spielte sie in der Kadınlar 1. Ligi. In der nächsten Saison stieg ihre Mannschaft in die Zweite Liga ab. Zu Beginn der zweiten Hälfte dieser Saison wechselte sie zu Fatih Vatan Spor, um in der türkischen Frauen-Regionalliga zu spielen. In der zweiten Ligasaison 2012/13  wechselte sie zu 1207 Antalya Spor. Danach verließ sie ihren Verein nach der ersten Hälfte der Zweitligasaison 2014/15. Dann kehrte sie nach Istanbul zurück und unterschrieb bei Beşiktaş J.K. Ihr Vertrag wurde jedoch aufgrund ihrer Teilnahme an Survivor Türkiye beendet. Insgesamt nahm sie an 54 Spielen teil und erzielte 35 Tore.

### Schauspiel
Ihr Debüt gab sie 2013 in der Fernsehserie Arka Sıradakiler. Danach spielte sie 2013 in Muhteşem Yüzyıl mit. 2014 nahm sie an der Sendung Survivor Türkiye teil. 2017 trat sie in Meryem auf. Außerdem bekam sie 2021 eine Rolle in Savaşçı.

## Filmografie
Filme
- 2014: Çılgın Dersane 3
- 2015: Figüran
- 2016: Makas
- 2016: Yıldızlar da Kayar: Das Borak
- 2018: Dünya Hali
- 2019: Kim Daha Mutlu?
- 2020: 7 Melek

Serien
- 2012: Arka Sıradakiler
- 2012: Kalbim Seni Seçti
- 2012: Yahşi Cazibe
- 2013: Muhteşem Yüzyıl
- 2014: Kaçak Gelinler
- 2015: Acil Aşk Aranıyor
- 2016: Gülümse Yeter
- 2016: İlişki Durumu Karışık
- 2017: Meryem
- 2021: Savaşçı
- 2021: Kalp Yarası
- 2022: Sevmek Zamanı

Sendung
- 2014–2015: Survivor Türkiye